# بیبی آریل
بیبی آریل (انگلیسی: Baby Ariel؛ زادهٔ ۲۲ نوامبر ۲۰۰۰) مدل، خواننده، ستارگان اینترنت، یوتیوبر، و تهیه‌کننده تلویزیونی اهل ایالات متحده آمریکا است. وی از سال ۲۰۱۵ میلادی تاکنون مشغول فعالیت بوده‌است.
در سال ۲۰۱۷، او توسط مجله تایم به عنوان یکی از تاثیرگذارترین افراد جهان معرفی شد.
او دارنده بیش از ۳۵٫۳ میلیون دنبال کننده در تیک‌تاک، ۹٫۶ میلیون در اینستاگرام، ۳٫۰۲ میلیون یوتیوب و ۱٫۱ میلیون دنبال کننده در تویتر است.
او در فیلم پیشگو بازی کرده است.